# GG·傑克森
格雷戈里·「GG」·傑克森二世（英語：Gregory "GG" Jackson II，2004年12月17日—）為美國男子籃球運動員，現效力於NBA曼菲斯灰熊。大學期間效力於南卡羅來納大學男子籃球隊。他被公認是五星高中生，且被認為是2022年梯次中最頂尖球員之一。他在2023年NBA選秀中被曼菲斯灰熊以次輪第45順位選中。

## 高中生涯
傑克森在南卡羅來納州哥倫比亞長大，高中四年都待在家鄉的Ridge View High School。他高三賽季場均可得到22.1分、10.9籃板和2.3火鍋，帶領球隊連續第二年獲得南卡羅來納州 5A 級州冠軍。 傑克森也於賽季結束後被評為南卡羅來納州籃球佳得樂年度最佳球員。

### 大學招募
傑克森被評為五星高中生，並被認為是 2023 屆最好的球員之一。傑克森原本承諾將入學北卡羅萊納大学。傑克森後來取消承諾，成為自 2003 年 J. R. 史密斯以來第一位取消承諾UNC的球員。不久之後他便跳級至 2022 屆，同時承諾就讀南卡羅來納大學。傑克森是學校歷史上收到排名最高的高中生。
| 姓名 | 家鄉                                                            | 高中                   | 身高                 | 體重        | 承諾日        |
| --- | --------------------------------------------------------------- | ---------------------- | -------------------- | ----------- | ------------- |
| GG Jackson II PF | 南卡羅來納州哥倫比亞                                            | Ridge View High School | 6英尺9英寸（2.06米） | 210磅（95） | 2022年7月23日 |
| GG Jackson II PF | 招募星级： Scout： N/A Rivals： 247Sports： ESPN： ESPN評分：92 |                        |                      |             |               |
| 總體新秀排名： Rivals：6 247Sports：6 ESPN：16                                                                                             |                                                                 |                        |                      |             |               |
| - 附註：許多時候，Scout、Rivals、247Sports以及ESPN在身高體重的數據可能會不同 . - 在這種情況下選擇平均值，而ESPN grades滿分為100分。 來源： |                                                                 |                        |                      |             |               |

## 大學生涯
傑克森進入大一賽季後便成為球隊的先發大前鋒。在大學首場比賽中，傑克森以 17 歲的年齡得到 18 分 10 籃板 1 助攻 1 抄截 1 火鍋，並在第一周被評為東南聯盟周最佳新生。然而在以 85-42 輸給田納西大學的比賽中，傑克遜 8 投 0 中，沒有得分，因此下場比賽隨即被安排由替補出發。在那場比賽中，他替補出場拿下 16 分，幫助球隊以 71-68 擊敗肯塔基大學。該賽季傑克森以場均 15.4 分成為球隊的頭號得分手，外帶 5.9 籃板、0.8 助攻，並以 26 次火鍋和 24 次抄截領先全隊。大一賽季結束後，他參加了 2023 年 NBA 選秀。
儘管傑克森場均可以得到 15.4 分，但其投籃命中率為不佳的 38.4% 、三分命中率也僅有 32.4% 。在大學賽場上，傑克森在一些防守回合中展現不積極的態度，且時常在隊友失誤後做攤手等動作表達不滿。除此之外，他在一場比賽後的 IG 直播中公開批評教練，這些因素也使傑克森的選秀預測順位迅速下滑。
大學賽季結束後，選秀網站 Draft.net 為傑克森的運動能力與潛力打 9 分，體型、防守、對抗、速度、投籃與籃板打 8 分，領導力與即戰力只有 6 分。球探對傑克森的質疑主要來自其不佳的投籃選擇與其成熟度，因此選秀預測順位落在一輪末至第二輪。

## 職業生涯

### 23-24賽季
最終傑克森在次輪第45順位被曼菲斯灰熊選中，賽季開始後隨即被下放發展聯盟磨練技術。23-24賽季的灰熊傷兵滿營，因此傑克森終於在1月13日對決紐約尼克的比賽中獲得大量的上場時間。傑克森從板凳出發，上場27分鐘，14投9中、三分4投2中，得到20分6籃板1助攻2火鍋。在兩天後對決金州勇士的比賽中，傑克森再度以9投6中、三分8投5中的高命中率得到23分，並幫助球隊擊敗對手，賽後傑克森成為NBA歷史上連續兩場比賽砍下20+得分第二年輕的球員(僅次於勒布朗·詹姆斯)。在2月8日對決芝加哥公牛的比賽中，傑克森砍下27分，打破柯比·布萊恩的紀錄，成為最年輕砍下25+得分的替補球員，比賽後球隊將傑克森的雙向合約轉正。3月10日對決奧克拉荷馬雷霆的比賽中，傑克森首次先發，轟下30分。傑克森本賽季單場得分紀錄是在本賽季最後一場比賽對上丹佛金塊時，轟下44分，成為NBA歷史上單場得分40+第二年輕的球員(僅次於勒布朗·詹姆斯)。
該賽季傑克森出賽48場，18場先發，場均可以得到14.6分、4.1籃板、1.2助攻。相較於高中與大學時期主打吃餅與單打的球風，本賽季初傑克森主要被賦予接應射手的定位，至賽季末球隊才給他些許單打的任務。雖然傑克森必須適應新的角色，新的工作他仍舊做的不錯。除了在攻防兩端展現十足的潛力與眾人意想不到的即戰力之外，傑克森也在場上與場下表現出與大學時期截然不同的成熟度。種種的因素，使傑克森與小文斯·威廉斯的好表現成為曼菲斯灰熊這個倒楣的賽季中少數值得慶幸的事。
賽季後，傑克森入選NBA最佳新秀陣容第二隊。

## 外部連結
- GG·傑克森在fiba.basketball（英语）
- GG·傑克森在NBA官網（英语）
- GG·傑克森在NBA G聯盟官網（英语）
- GG·傑克森在Basketball-Reference.com（NBA）（英语）
- GG·傑克森在Basketball-Reference.com（NBA G聯盟）（英语）
- GG·傑克森在Sports-Reference.com（NCAA）（英语）
- GG·傑克森在ESPN（NBA）（英语）
- GG·傑克森在Eurobasket.com（球員）（英语）
- GG·傑克森在Proballers（英语）
- GG·傑克森在RealGM（英语）